# Jonathan Gledhill
Jonathan Michael Gledhill (* 14. Februar 1949 in Windsor, Berkshire; † 1. November 2021) war ein britischer anglikanischer Geistlicher. Von 2003 bis 2015 amtierte er als Bischof der Diözese Lichfield der Church of England.

## Leben
Gledhill besuchte die Keele University und machte dort 1972 einen Bachelor of Arts. Ab 1972 besuchte er das Trinity College in Bristol. An der Bristol University legte er 1975 einen Master of Arts ab. Gledhill wurde 1975 zum Diakon und 1976 zum Priester geweiht. Von 1975 bis 1978 war er Vikar an der All Saints Church in Marple in der Diözese Chester und von 1978 bis 1983 bei der Holy Trinity Christ Church in Folkestone im Erzbistum Canterbury. Von 1983 bis 1996 war er Pfarrer an der St Mary Bredin Church in Canterbury.
Gledhill war von 1983 bis 1994 Tutor an der Canterbury School of Ministry. Ab 1988 bis 1994 war er als Landdekan von Canterbury tätig. Von 1992 bis 1996 war er ehrenamtlicher Domgeistlicher (Honorary Canon) an der Kathedrale von Canterbury. 1996 bis 2003 war Gledhill als „Bischof von Southampton“ Suffraganbischof in der Diözese Winchester. Anschließend wurde er zum Bischof der Diözese Lichfield berufen.
Gledhill hatte während seiner Kirchenlaufbahn außerdem zahlreiche weitere Ämter in kirchlichen Organisationen, caritativen Einrichtungen und sonstigen Gremien inne. 
Von 1993 bis 1996 war er Mitglied der Meissen Commission. Von 1994 bis 1996 war er als Verwaltungsdirektor des Institute for Theological Education tätig. Seit 1998 ist er Vorsitzender des Anglican Old Catholic International Consultative Council und des National College of Evangelists, das 1996 vom House of Bishops für die Ausbildung von Evangelisten gegründet wurde.
2007 erhielt er einen Ehrendoktortitel der Keele University.
Gledhill war verheiratet und Vater von zwei Kindern, einem Sohn und einer Tochter. Seine Frau Jane Gledhill ist Dozentin an der University of Lichfield.

## Mitgliedschaft im House of Lords
Gledhill gehörte seit dem 5. Oktober 2009 als Geistlicher Lord dem House of Lords an. Am 3. November 2009 wurde er ins House of Lords eingeführt und sprach den Eid, unterstützt von den Bischöfen von Ripon und Leeds, John Richard Packer, und von Wakefield, Stephen Platten.
Seine Antrittsrede hielt er am 24. November 2009. Dort wurde er Nachfolger von George Henry Cassidy. Am 30. September 2015 trat Gledhill von seinem Amt als Bischof von Lichfield zurück und schied damit auch aus dem House of Lords aus.

## Wirken in der Öffentlichkeit
Im Februar 2006 äußerte sich Gledhill dahingehend, dass eingetragene Lebenspartnerschaften nicht mit der Ehe gleichzusetzen sind. Gledhill betonte den Standpunkt der Church of England, dass von kirchlicher Seite eine öffentliche kirchliche Trauungszeremonie im Anschluss an eine geschlossene Zivilpartnerschaft trotz des Civil Partnerships Act weiterhin nicht möglich sei. Missverständnisse würden sich insbesondere dadurch ergeben, dass homosexuelle und lesbische Paare kirchliche Segnungen als Trauung interpretierten. Die Medien, sogar die BBC, würden darüber teilweise falsch berichten. Dies beziehe sich auch auf die in den Medien oft zu lesende Aussage, dass Geistliche heiraten könnten, solange sie danach zölibatär lebten. Die Church of England habe lediglich betont, dass die Regelungen des Civil Partnerships Act nicht generell unvereinbar mit dem Priesteramt seien.
Im Dezember 2006 reagierte Gledhill auf die Exekution von Saddam Hussein. Gledhill erklärte, dass die Hinrichtung nicht „ungerecht“ genannt werden könne, wenn Saddam Hussein ein faires Verfahren und die Möglichkeit zur Verteidigung hatte. Wer so wie Saddam Hussein selbst Menschen wohlüberlegt getötet habe, habe sein eigenes Recht zu leben verwirkt. Deshalb sei in diesem Fall, trotz aller moralischen Bedenken gegenüber der Todesstrafe, die Hinrichtung wohl gerechtfertigt.
Im März 2009 forderte er in einem Grußwort an die Diözesansynode von Lichfield die Abschaffung der männlichen Bevorzugung in der Thronfolge. Des Weiteren betonte er, dass er ein Mitglied der römisch-katholischen Kirche als Ehepartner eines künftigen Monarchen begrüßen würde.
Im Juni 2009 vertrat Gledhill in einem bischöflichen Hirtenbrief den Standpunkt, dass die Church of England auch für diejenigen Menschen Platz haben müsse, die nur gelegentlich, beispielsweise an Festtagen, bei Taufen und Begräbnissen, den Gottesdienst besuchten. Auch machten es sich viele Vertreter der Kirche oft sehr leicht, diese Gläubigen einfach als „Heuchler“ darzustellen. Vielmehr müsse man sich stattdessen auf die Botschaft der Bergpredigt zurückbesinnen, die sich an alle Menschen wende.
Im Oktober 2009 ermutigte Gledhill Christen zum Tragen von Kreuzen auch in der Öffentlichkeit und am Arbeitsplatz. Christliche Symbole dürften nicht so einfach aus der öffentlichen Wahrnehmung verschwinden. Christen sollten sich nicht einschüchtern lassen und zu ihrem Glauben stehen.
Im November 2009 kritisierte Gledhill in seiner Predigt zum Remembrance Day, dass es für eine Gesellschaft und deren politische Führung wenig glaubwürdig sei, eine Demokratie in Afghanistan aufbauen zu wollen, während im eigenen Land die Werte erodierten. In diesem Zusammenhang nannte Gledhill insbesondere den Spesenskandal im Britischen Parlament und überhöhte Bonuszahlungen von Bankmanagern als Indikatoren der Krise im eigenen Land.